# Nataniel Mateusz Wolf
Nataniel Mateusz Wolf, niem. Nathanael Matthäus von Wolf (ur. 28 stycznia 1724 w Chojnicach, zm. 15 grudnia 1784 w Gdańsku) – lekarz, przyrodnik i astronom związany z Gdańskiem. Członek Towarzystwa Przyrodniczego w Gdańsku i Royal Society w Londynie.

## Życiorys
Studiował w Jenie, Lipsku, Weimarze, Halle i Erfurcie. Zanim przybył do Gdańska, był nadwornym lekarzem marszałka wielkiego koronnego Stanisława Lubomirskiego oraz generalnego starosty ziem podolskich Adama Kazimierza Czartoryskiego. Leczył również króla Stanisława Augusta Poniatowskiego.
Po I rozbiorze Polski zamieszkał w Gdańsku. Od 1775 był gdańskim lekarzem, związał się z tamtejszym towarzystwem naukowym. Był prekursorem stosowania surowicy w celu szczepienia przeciwko ospie, co jest wzmiankowane w "Gdańskich wspomnieniach młodości" Joanny Schopenhauer, której rodzina była poddawana tej nowatorskiej metodzie zapobiegania chorobie. Zbudował obserwatorium astronomiczne na Biskupiej Górce w Gdańsku, z funduszy własnych i ofiarowanych przez Adama Kazimierza Czartoryskiego i Stanisława Lubomirskiego, które wyposażył w nowoczesny sprzęt produkcji angielskiej. Niektóre swoje prace drukował w Philosophical Transactions. Był członkiem Royal Society (od 1777). 
Jego grób został odnaleziony w 2019 roku na terenie użytkowanego przez policję bastionu Ostroróg na Biskupiej Górce. Płyta z nagrobka została przekazana do Muzeum Gdańska.